# Pohoří Santa Cruz

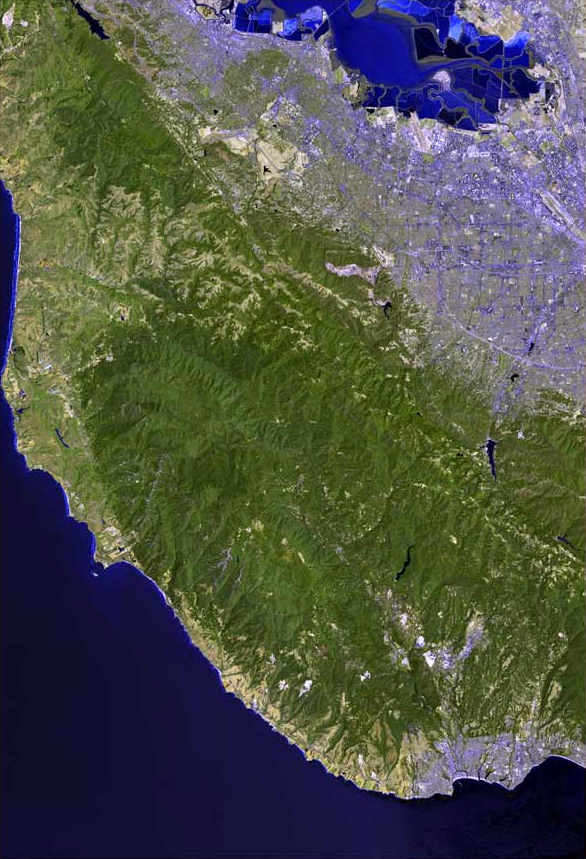
Pohoří na satelitním snímku

Pohoří Santa Cruz leží na pobřeží Tichého oceánu v centrální části státu Kalifornie ve Spojených státech amerických. Tvoří hřeben podél sanfranciského poloostrova jižně od města San Francisco, odděluje Tichý oceán od sanfranciského zálivu, údolí Santa Clara a pokračuje na jih, kde hraničí s Monterey Bay a končí v Salinas Valley.
Nejvyšší bod v oblasti je Loma Prieta Peak s nadmořskou výškou 1154 m, kde bylo epicentrum zemětřesení z roku 1989. Mezi další významné vrcholy patří Mount Umunhum (1063 m), Mount Bielawski (985 m), El Sombroso (914 m), Eagle Rock (758 m), Black Mountain (850 m) a Sierra Morena (737 m).

## Fauna a flóra
V lesích pohoří Santa Cruz žijí zvířata jako jelenec ušatý, veverka šedá, mýval severní a rys červený. Dále tu najdeme lišky, kojoty prérijní, pumy americké, vačice virginské a zejména v místech s hustými křovinami jedovaté chřestýše.

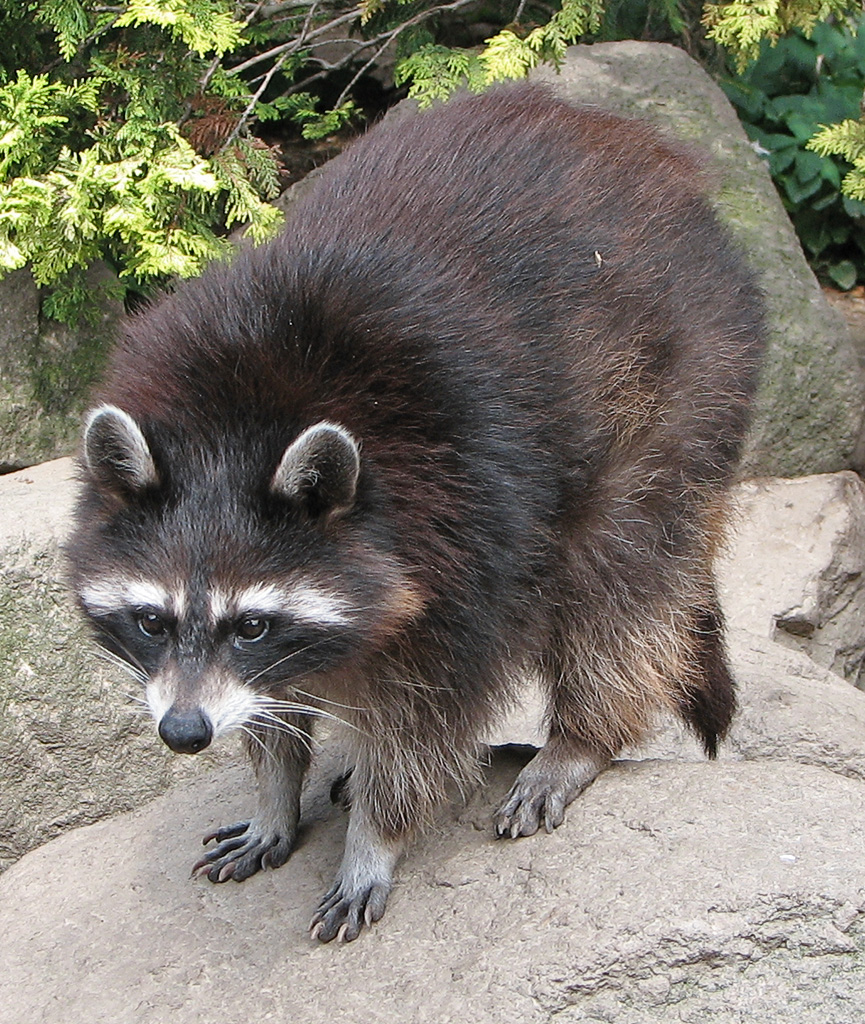
Mýval severní je v oblasti poměrně dost rozšířený

Oblast je také domovem velkého množství různých ptáků jako jsou káně páskovaná, sokol stěhovavý, potáplice pacifická, potápka černokrká, pelikán severoamerický, pelikán hnědý, kormorán ušatý, racek mormonský, bukač severoamerický, volavka velká, volavka bílá, kachnička karolínská, kachna divoká, apod.
Pohoří Santa Cruz je velmi biologicky rozmanitá oblast, která zahrnuje chladné, vlhké pobřežní ekosystémy, stejně tak jako teplé, suché oblasti s hustými křovinami a zakrslými stromy (chaparral). Určitá část oblasti pohoří Santa Cruz je považována za mírný deštný prales. V údolích a na vlhkých svazích v jižnějších částech najdeme jedny z nejmohutnějších stromů na Zemi – sekvoje vždyzelené, které jsou až 116 m vysoké a dosahují stáří až 2200 let.
Rostou zde také stromy jako Douglaska tisolistá, planika Menziesova, javor velkolistý, dub Kelloggův a další. Ve vyšších polohách a na slunných jižních svazích dominují keře, popř. malé stromy z rodu medvědice, kalifornský dub dřišťálolistý, růžovité rostliny Adenostoma fasciculatum a jiné. V pohoří existuje několik izolovaných míst, kde najdeme na územích národních parků prales (Henry Cowell Redwoods State Park, Portola Redwoods State Park a Big Basin Redwoods State Park).

## Podnebí

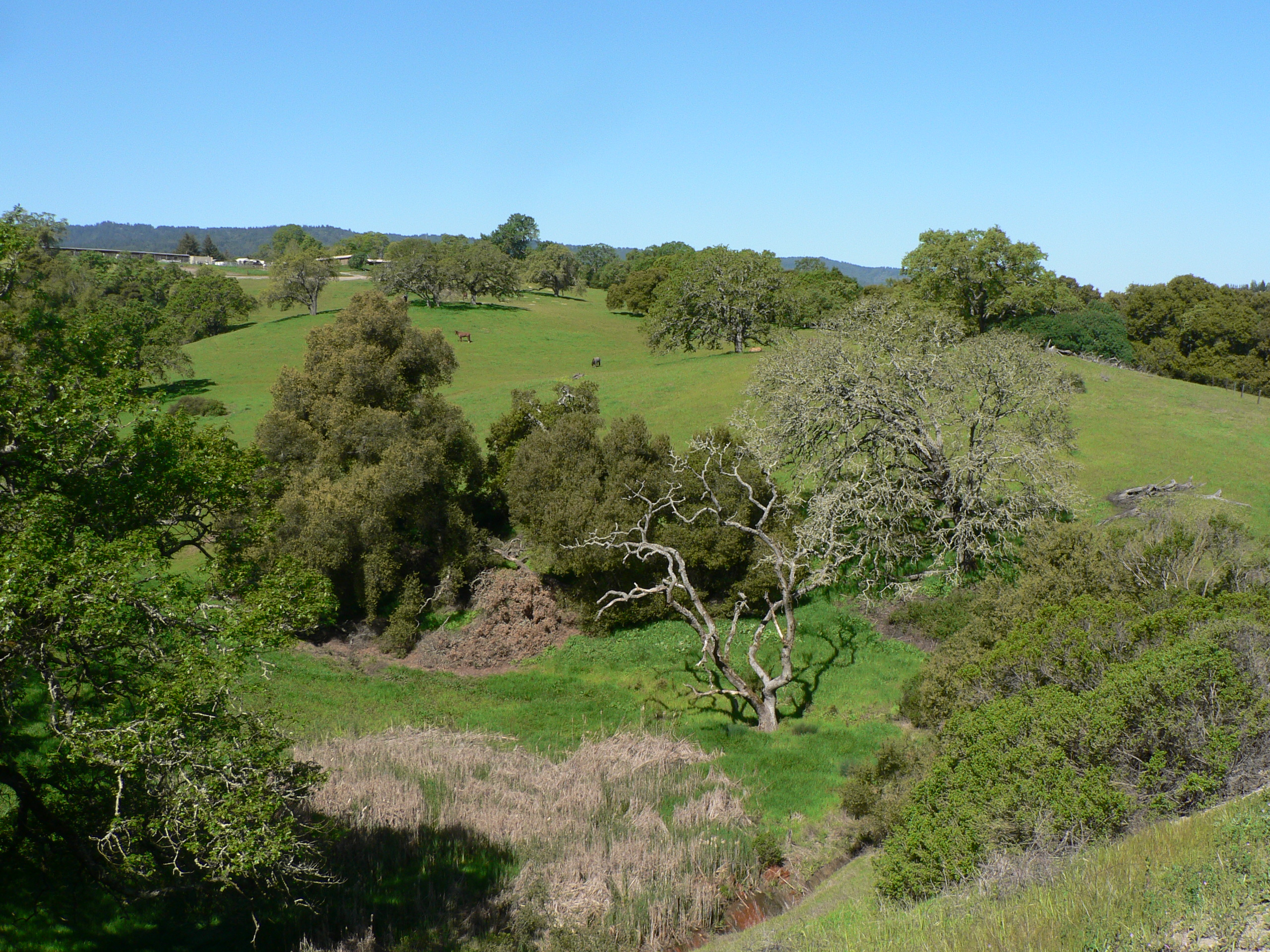
Ranč v oblasti Santa Cruz

Pohoří Santa Cruz má středomořské podnebí typické pro většinu území Kalifornie. Většina ročních srážek spadne v období mezi listopadem a dubnem. Podle meteorologické služby v oblasti spadne více než 1270 mm srážek ročně, což je hodně.
Západní svahy pohoří a údolí často pokrývají husté mlhy, což je způsobeno kondenzací na mamutích stromech, na borovicích a jiných stromech, které ve velké míře udržují vlhkost. Kvůli dešťovému stínu je vydatnost srážek na východní straně pohoří Santa Cruz výrazně menší, jen asi 280 mm za rok.
Sníh padá několikrát do roka a pokrývá nejvyšší hřebeny. Normální zimní teploty se pohybují od 3 °C do 14 °C. V údolích jsou v zimě vcelku běžné lehké mrazy. Letní teploty dosahují maxima 28 až 29 °C přes den. V noci teploty obvykle klesají na 9 až 12 °C. K teplotní inverzi může dojít kdykoliv během roku, když chladný vzduch klesá a zůstane určitou dobu v údolích a nad ním se vytvoří teplejší vrstvy vzduchu.

## Chráněná území

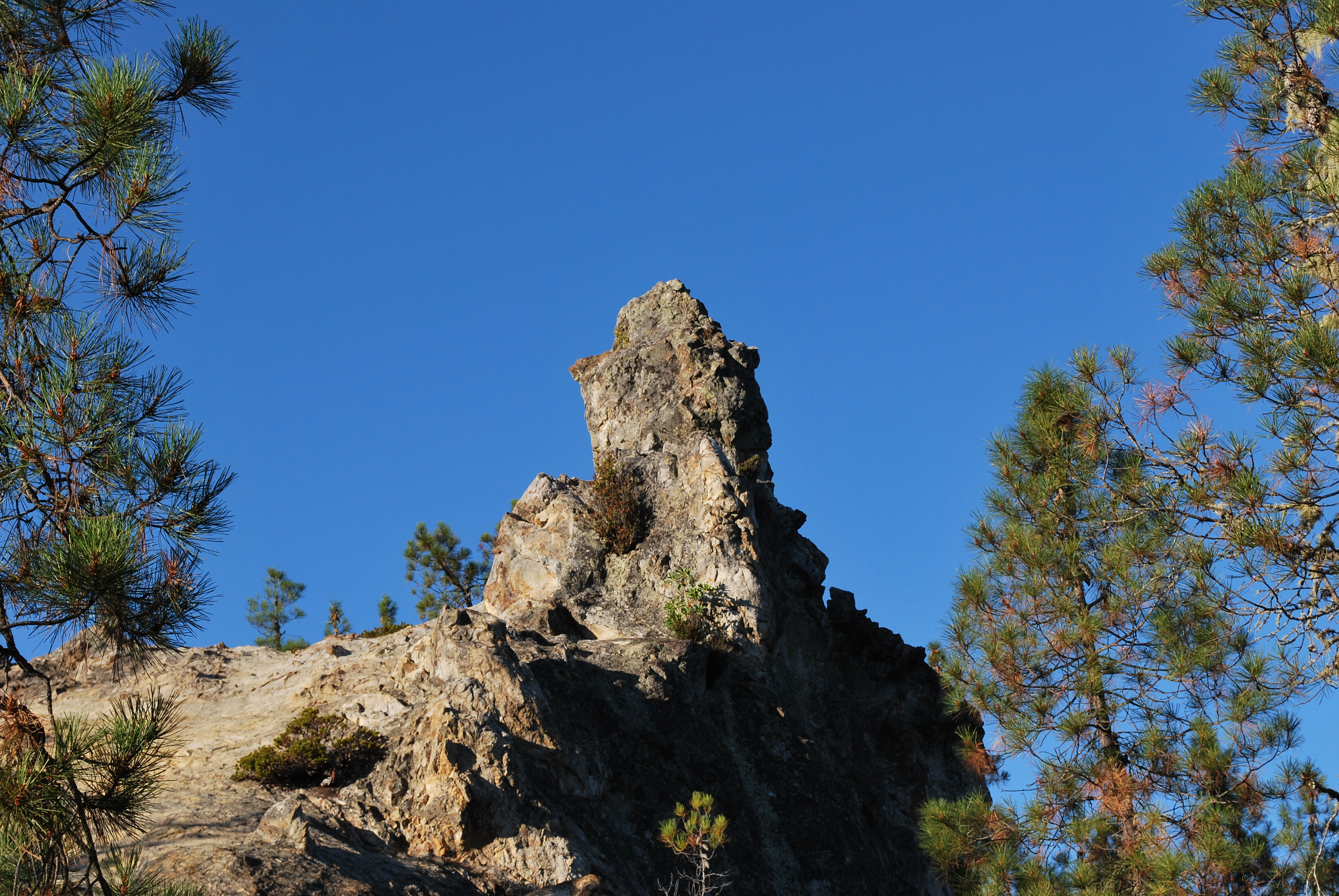
Big Basin Redwoods State Park

Pohoří Santa Cruz má neobvykle velké množství chráněných oblastí a státních parků:
- Big Basin Redwoods State Park,
- Castle Rock State Park,
- Portola Redwoods State Park,
- Butano State Park,
- The Forest of Nisene Marks State Park,
- McNee Ranch State Park,
- Henry Cowell Redwoods State Park.

## Rekreace
Pěstuje se tu turistika, jízda na koni, jízda na horském kole a lezení po skalách. Jsou zde dvě dálkové trasy: Skyline-to-the-Sea Trail, která je 58 km dlouhá a vine se od Castle Rock State Park přes Big Basin Redwoods State Park až k Tichému oceánu, a Bay Ridge, která se táhne zatím ještě nesouvisle podél celého pohoří. V národních parcích je několik kempů, které poslouží při dálkových vícedenních výletech. Castle Rock State Park má skalní stěny určené pro lezení po skalách včetně boulderingu.

## Zajímavosti
Pohoří Santa Cruz je vinařská oblast v níž se vyrábí víno přinejmenším už od roku 1840. Existuje zde přes 30 vinařských podniků a vyrábí se tu špičková vína. Old Almaden Winery se nachází na východním svahu hory Santa Cruz. Byl to první komerční podnik v Kalifornii s kvalitními evropskými (francouzskými) odrůdovými víny.
V oblasti Santa Cruz měl od roku 1940 ranč filmový režisér a producent Alfred Hitchcock, který proslul jako mistr thrillerů a kriminálních příběhů s vysokou uměleckou hodnotou. Určitou dobu žil v této oblasti také jeden z nejvlivnějších a nejkontroverznějších spisovatelů science fiction Robert A. Heinlein.
Roku 2009 vypukl v pohoří Santa Cruz rozsáhlý lesní požár, který se snažilo dostat pod kontrolu 1200 požárníků.

## Galerie

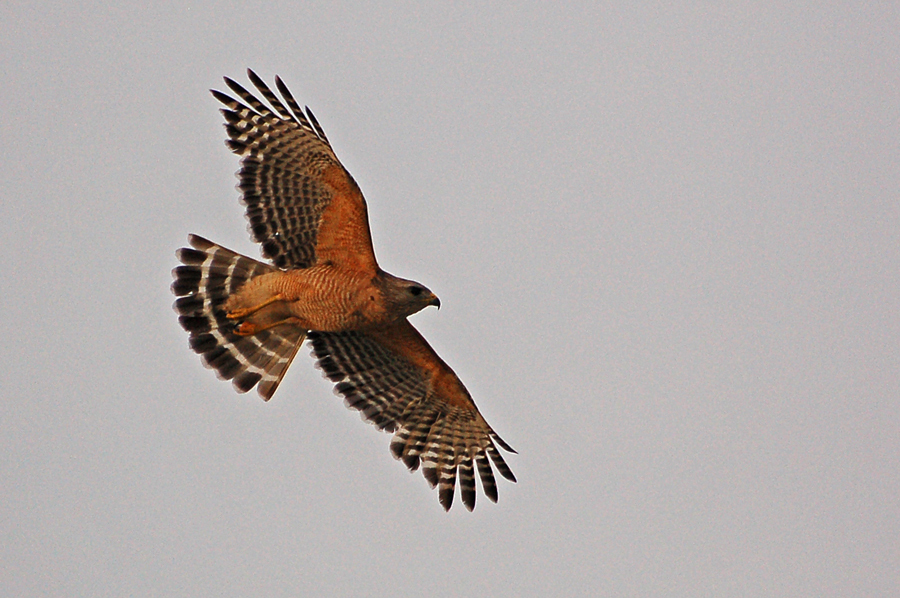
Káně páskovaná
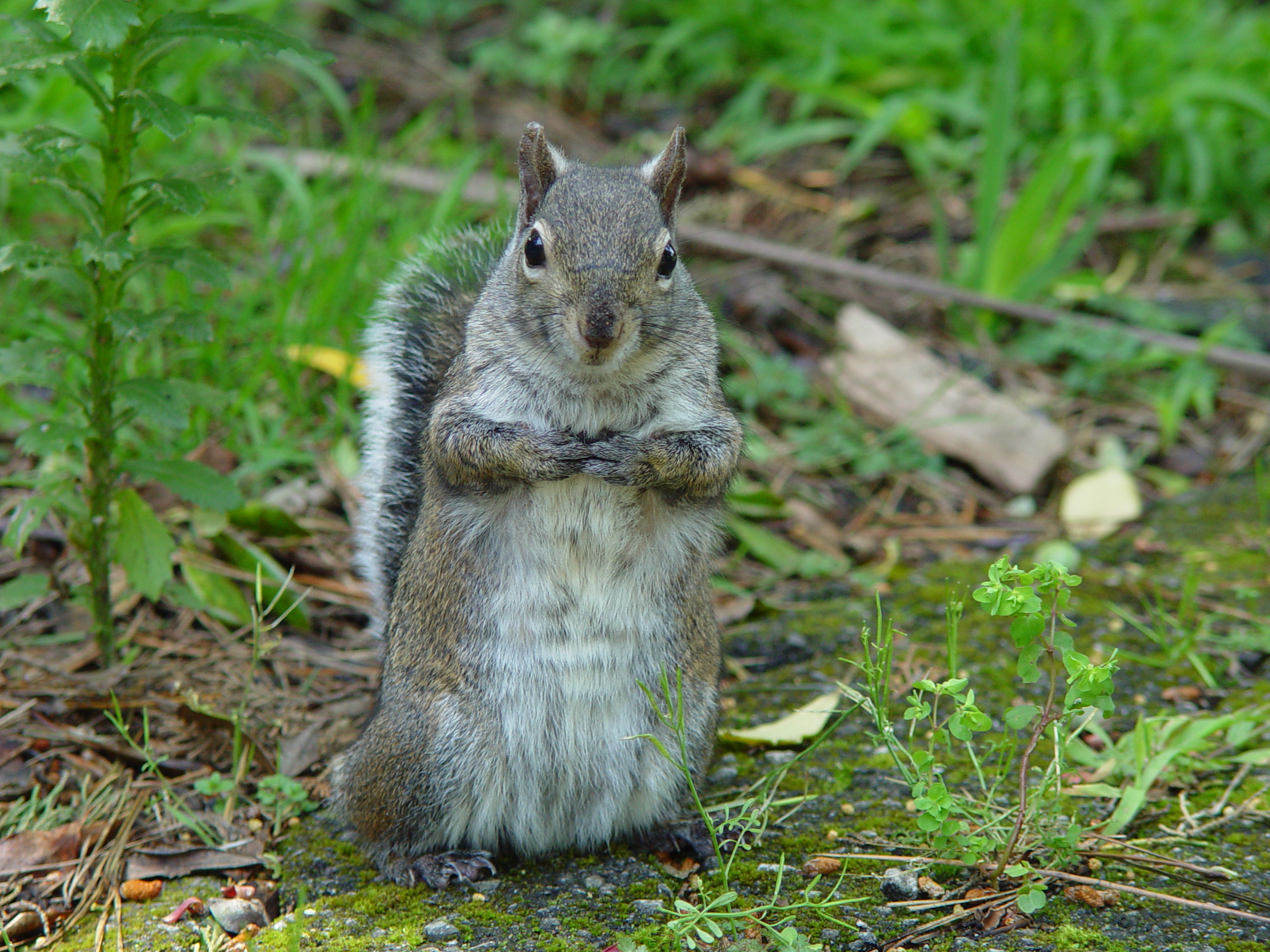
Veverka šedá
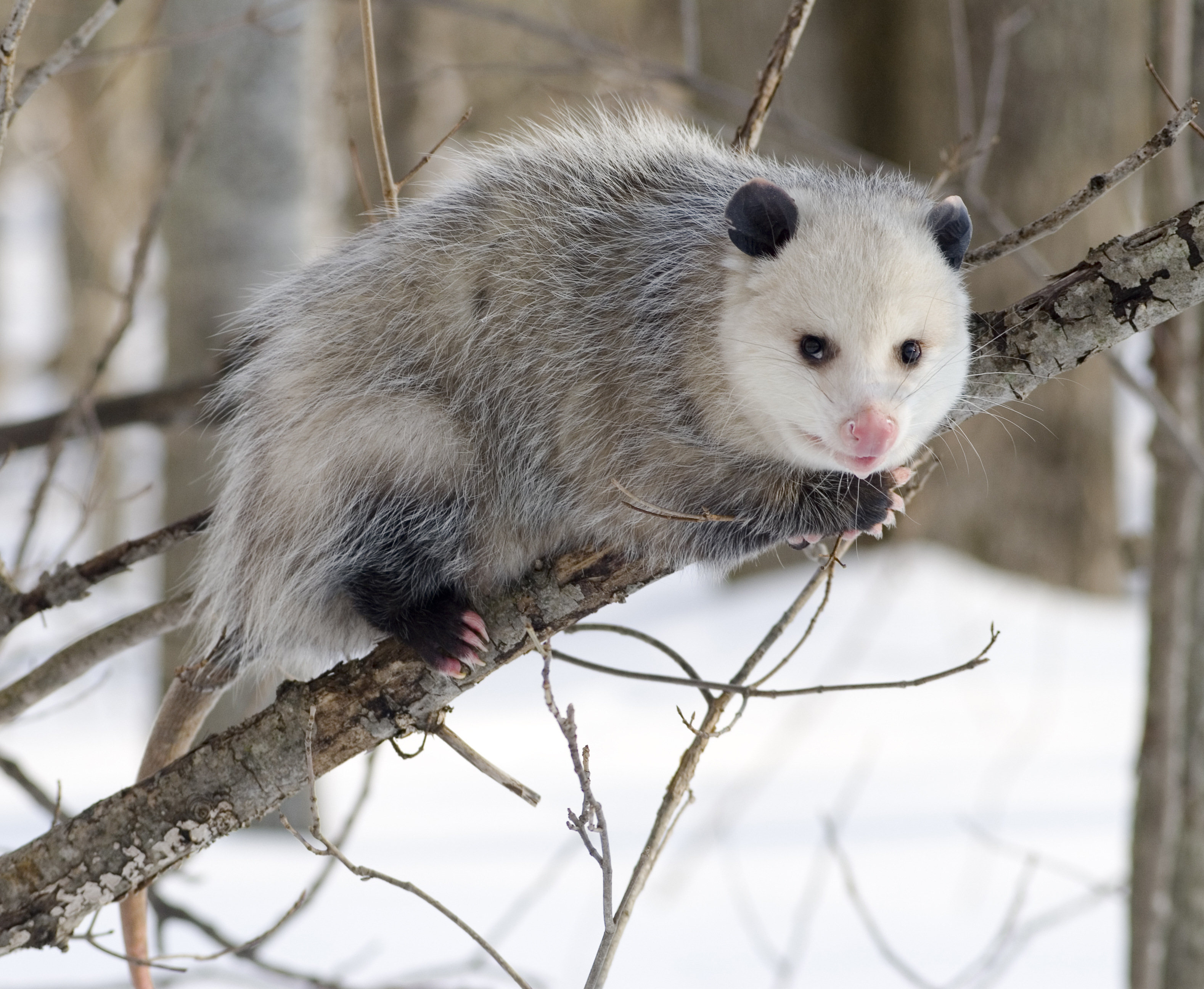
Vačice virginská
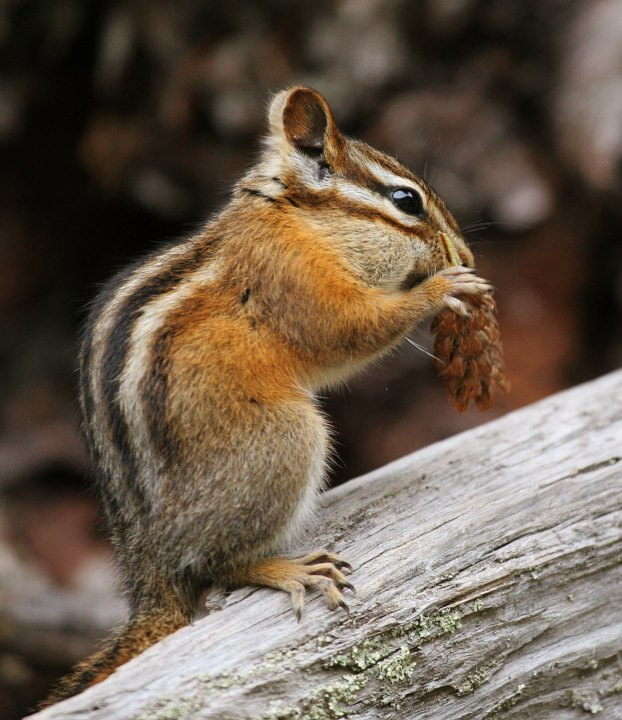
Čipmank malý
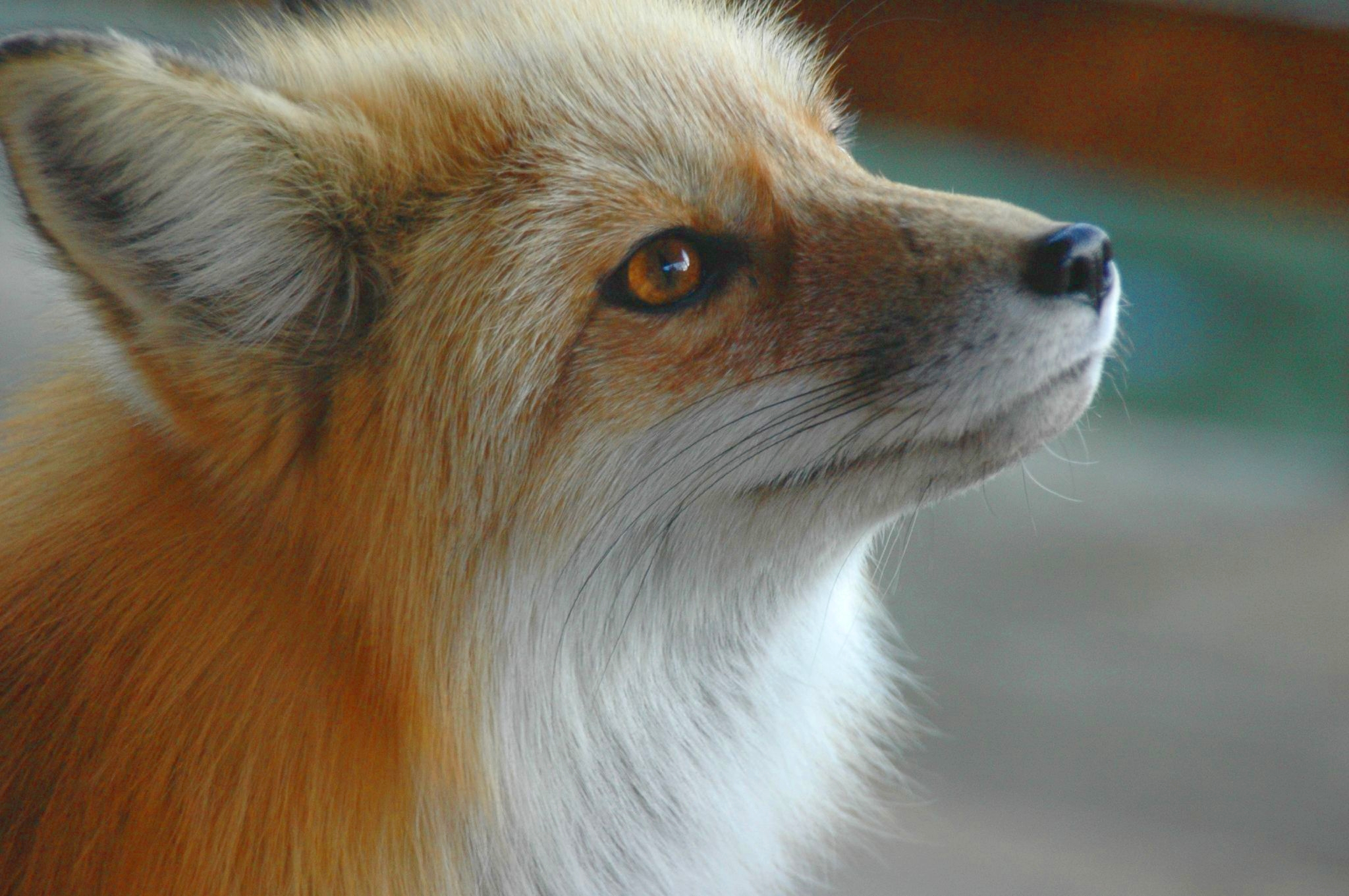
Liška
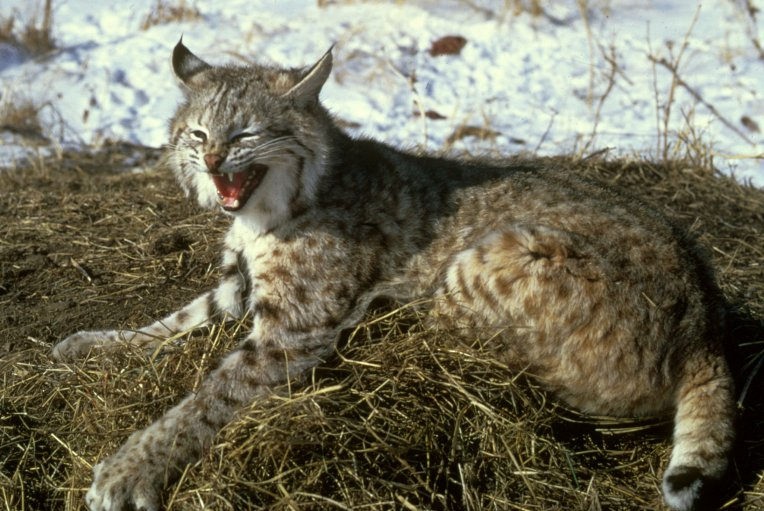
Rys červený